# Familjesprickor
Familjesprickor är namnet på ett musikalbum av den svenska proggmusikgruppen Samla Mammas Manna från 1980. Gruppen gick under namnet Zamla Mammas Manna när Familjesprickor släpptes. Inspelningarna är gjorda på en TEAC 8-kanals rullbandspelare (inspelat i Tupphuset i Uppsala) men är mixade av Samla och Anders Lind på Silence i Värmland i juni 1980. Låten The Thrall består av live-improvisationer från Strassbourg och Charlieville. Låten Pappa är en live-upptagning från Sühnfeld nära Hamburg december 1980. Allt enligt baksidestexten på original vinyl-skivan Silence SRS4662.
Omslaget på vinyl-utgåvan från 1980 är ett montage av Haapala-Hollmer, med foto av Hollmer och Viktor Hansson.

## Medverkande
- Lasse Hollmer - Keyboards, dragspel, sång
- Eino Haapala - Gitarr och sång
- Lasse Krantz - Bas och sång
- Vilgot Hansson - Trummor och percussion
- Hans Bruniusson - Trummor på Pappa, "plus lite pålägg i form av pukor och marimba å den samme" (enligt baksidestexten)

## Låtar på albumet
På konvolutet anges titlar på både engelska och svenska separat.
1. Five Single Combats / Fem holmgångar  - 5:54
2. Ventilation Calculation / Ventilationskalkyl - 5:07
3. The Forge / Smedjan - 5:12
4. The Thrall / Trälen - 5:09
5. The Panting Short Story / Den flämtande novellen -  3:53
6. Pappa, (with Right of Veto) / Pappa med vetorätt - 4:30
7. The Farmhand / Drängen - 7:36
8. Kernel in Short and Long Castling / Kärna i kort och lång rockad - 5:48